# Hydrochara
Hydrochara es un género de coleópteros acuáticos de la familia Hydrophilidae. El género contiene 23 especies.

## Especies
- Hydrochara affinis (Sharp, 1873)
- Hydrochara brevipalpis Smetana, 1980[3]
- Hydrochara caraboides (Linnaeus, 1758)
- Hydrochara dichroma (Fairmaire, 1829)
- Hydrochara flavipalpis (Boheman, 1851)
- Hydrochara flavipes (Steven, 1808)
- Hydrochara grandis Zimmerman, 1869
- Hydrochara leechi Smetana, 1980[3]
- Hydrochara libera (Sharp, 1884)
- Hydrochara lineata (LeConte, 1855)
- Hydrochara major Incekara et al., 2009[2]
- Hydrochara obtusata (Say, 1823)
- Hydrochara occulta (Orchymont, 1933)
- Hydrochara rickseckeri (Horn, 1895)
- Hydrochara semenovi (Zaitzev, 1908)
- Hydrochara similis (Orchymont, 1919)
- Hydrochara simula Hilsenhoff & Tracy, 1982[5]
- Hydrochara soror Smetana, 1980[3]
- Hydrochara spangleri Smetana, 1980[3]